# Liste von Brandmitteln gemäß den Kennblättern fremden Geräts D 50/9

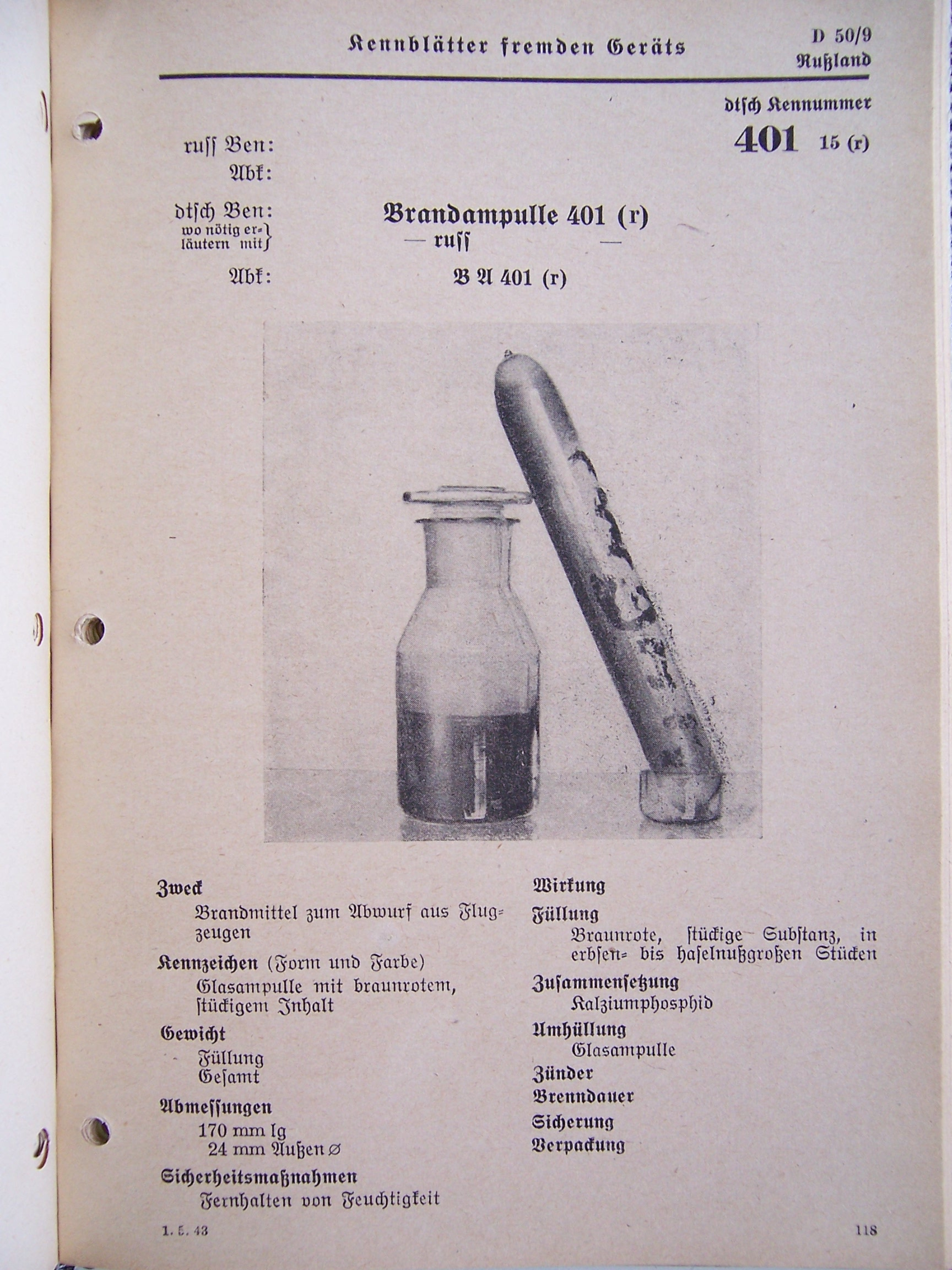
Kennblattbeispiel zu
D 50/9 Nr 401 15 (r)

In dieser Liste von Brandmitteln gemäß den Kennblättern fremden Geräts D 50/9  werden Brandmittel aufgeführt, die vom Heereswaffenamt verzeichnet wurden.
Nachfolgend ein Überblick/Auszug zur offiziellen Dokumentation Kennblätter fremden Geräts D 50/9: Nahkampf-, Spreng- und Zündmittel, Brandmittel, MG-Geräte, Sperren.

## Hinweise zur Liste
Aufbau der Tabelle
Untenstehende Tabelle führt folgenden Spalteninhalte:
- dtsch. Kennnr. (deutsche Kenn-Nummer), dies entspricht dem Originalindex in den Kopfzeilen der Kennblätter mit Kennnummer, Stoffgebietenummer und Beutezeichen.
- Abk. dtsch. Ben. (Abkürzung deutsche Benennung), Originalbezeichnung entnommen aus der fünften Zeile der Kennblätter.
- Landesbez. nach HWA (Heereswaffenamt), Originalangaben entnommen aus der ersten Zeile der Kennblätter.
- Bild, eine Bildauswahl aus Wikipedia für dieses Objekt.
- Bemerkungen, Hier werden Links zu bereits existierenden Wikipedia-Artikeln eingetragen.

 Info: Die in der Tabelle angegebenen Originaleinträge sollen nicht geändert werden, weil diese den Angaben aus den Kennblättern entsprechen. Nach neuerem Forschungsstand sind teilweise Errata in den Kennblättern erkannt worden. Diese werden unten im Abschnitt Anmerkungen jeweils zur Kenn-Nummer erläutert. Die Wikilinks in den runden Klammern sollten das Lemma der entsprechenden Artikel in Wikipedia enthalten.

## Tabellarische Übersicht

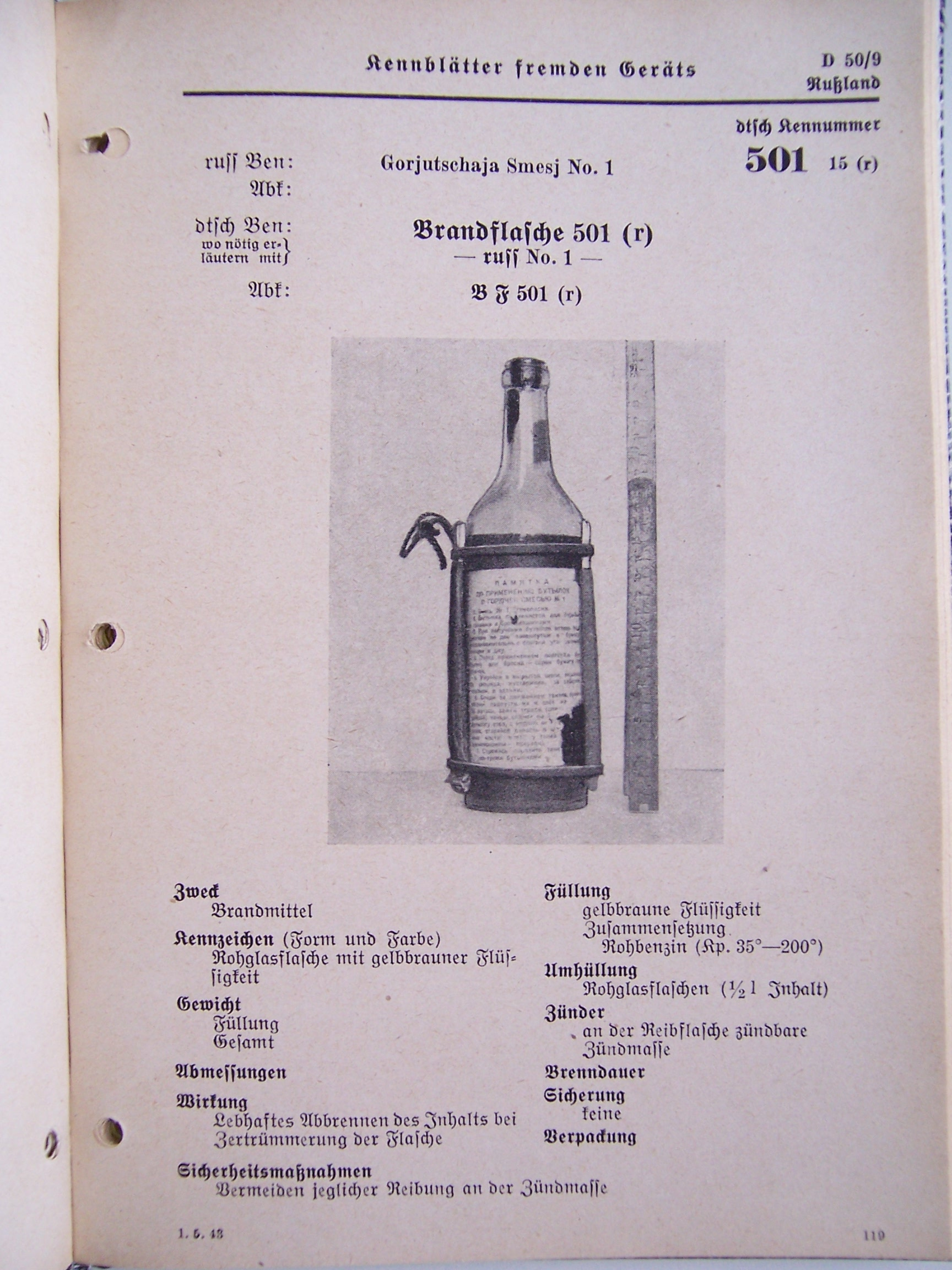
Kennblattbeispiel zu D 50/9 Nr 501 15 (r)

| dtsch. Kennr. | Abk. dtsch. Ben.  | Landesbez.nach HWA (Wikipedia-Artikel)  | Bild | Bemerkungen                                                                         |
| ------------- | ----------------- | --------------------------------------- | ---- | ----------------------------------------------------------------------------------- |
| 401 15 (r)    | B. A. 401 (r)     | in D 50/9 keine Angaben                 |      | Brandampulle gefüllt mit Kalziumphosphid                                            |
| 452 15 (e)    | B. 452 (e)        | in D 50/9 keine Angaben                 |      | Brandbüchse gefüllt mit Kalziumphosphid                                             |
| 501 15 (r)    | B. F. 501 (r)     | Gorjutschaja Smesj No. 1                |      | Brandflasche gefüllt mit Rohbenzin                                                  |
| 502 15 (r)    | B. F. 502 (r)     | Gorjutschaja Smesj No. 3                |      | Brandflasche gefüllt mit Schwefel in Phosphor                                       |
| 503 15 (r)    | B. F. 503 (r)     | Shidkost K S                            |      | Brandflasche gefüllt mit Dieselöl                                                   |
| 504 15 (r)    | B. F. 504 (r)     | in D 50/9 keine Angaben                 |      | Brandflasche gefüllt mit Rohöl mit Sägespänen                                       |
| 505 15 (r)    | B. F. 505 (r)     | Gorjutschaja Smesj No. 2                |      | Brandflasche gefüllt mit Thermit (Bariumnitrat, Eisenoxyduloxyd, Aluminium, Säure)  |
| 506 15 (e)    | B. F. 506 (e)     | Grenade Self-Ignitin- Phosphorus No. 76 |      | Brandflasche gegen Panzerkampfwagen und Kraftfahrzeuge                              |
| 551 15 (r)    | B. Ku. 551 (r)    | in D 50/9 keine Angaben                 |      | Brandkugel gefüllt mit Schwefel und Phosphor, Abwurf aus Flugzeug                   |
| 552 15 (r)    | B. Ku. 552 (r)    | in D 50/9 keine Angaben                 |      | Brandkugel gefüllt mit Thermit (Bariumnitrat, Eisenoxyduloxyd, Aluminium, Schwefel) |
| 601 15 (r)    | B. P. 601 (r)     | in D 50/9 keine Angaben                 |      | Brandplättchen bestrichen mit Kaliumchlorat, Phosphor, Schwefel                     |
| 651 15 (r)    | B. Sch. 651 (r)   | in D 50/9 keine Angaben                 |      | Brandschachtel gefüllt mit Metallblock mit Zündschnur, Bariumnitrat und Bindemittel |
| 652/1 15 (r)  | B. Sch. 652/1 (r) | in D 50/9 keine Angaben                 |      | Brandschachtel gefüllt Benzin und Schmieröl                                         |
| 652/2 15 (r)  | B. Sch. 652/2 (r) | in D 50/9 keine Angaben                 |      | Brandschachtel gefüllt Holzkohle, Öl, Barium- und Strontiumsalzen                   |

- Kennblattbeispiel zu
D 50/9 Nr 501 15 (r)